# Hearts of Iron (серія відеоігор)
Hearts of Iron (укр. Залізні серця) ― серія відеоігор в жанрі глобальна стратегія про Другу світову війну, що розробляється шведською студією Paradox Interactive.

## Hearts of Iron
Перша гра серії, була випущена 26 листопада 2002 року. Події гри відбуваються у часи Другої світової війни, і замість того, щоб зосереджуватися на невеликих тактичних сутичках, як у деяких інших стратегіях і шутерах від першої особи, натомість дивиться на загальну картину. Гра охоплює всю земну кулю з 1936 по 1947 роки, приблизно дотримуючись історичних подій Другої світової війни, але дозволяючи гравцю впливати на світ. Для гри можна обрати будь-яку націю, та не тільки підвищувати військову могутність держави, а й зосередитися на дипломатії, наукових дослідженнях та економіці.

## Hearts of Iron II
Продовження серії, випущене 4 січня 2005 року. У гру були додані торгівля ресурсами, розподіл виробництва, визначення пріоритетів досліджень, укладання альянсів з іншими націями та заміна членів кабінету міністрів.

## Hearts of Iron III
Продовження серії, випущене 7 серпня 2009 року. У грі було перероблено інтерфейс та додано національні фокуси та рішення, можливість виробництва за іноземними ліцензіями, створення бригад та будівництво пускових установок для балістичних ракет.

## Hearts of Iron IV
Остання гра серії, випущена 6 червня 2016 року. Було оновлено інтерфейс, поліпшено систему виробництва, будівництва та уряду, додано авіацію, флот та ядерну зброю. Кожній окремій провінції було надано клімат, рельєф та часовий пояс, а погодні умови та лінії постачання моделюються в реальному часі, що значно впливає на рух та бої підрозділів.

### Доповнення
Усього розробники випустили для Hearts of Iron IV одинадцять офіційних доповнень, які розширили гілки національних фокусів деяких країн, а також додали нові можливості до ігрового процесу: ленд-ліз, взаємодію з маріонетковими державами, шпигунство тощо.